# Curro Torres
Cristóbal Emilio Torres Ruiz (Ahlen, Alemania Occidental, 27 de diciembre de 1976), conocido deportivamente como Curro Torres, es un exfutbolista español que jugaba de lateral derecho. Actualmente es entrenador del FCI Levadia Tallinn de la Meistriliiga (Estonia), máxima categoría nacional de Estonia. Nació en Alemania debido a que sus padres —españoles naturales de Dehesas Viejas, provincia de Granada— habían emigrado por motivos económicos. Creció desde los tres años en Santa Coloma de Gramenet (Barcelona).

## Trayectoria

### Como futbolista
Fue fichado por el Valencia C. F. de la Gramanet para incorporarlo en su filial. Su debut en el primer equipo se produjo el 25 de julio de 1998 en un partido de la Copa Intertoto de la UEFA, si bien no tuvo continuidad en el primer equipo.
Fue cedido al Recreativo de Huelva, que disputaba la Segunda división. Tras el paso por el equipo decano fue cedido a otro segunda, esta vez el C. D. Tenerife. Este hecho marcó su carrera ya que se convirtió en imprescindible para el equipo chicharrero siendo una pieza fundamental en el ascenso a primera. 
En el Tenerife coincidió con Rafa Benítez, entrenador que pidió su vuelta al Valencia C. F.. La temporada siguiente sólo puede calificarse como extraordinaria. Disputó la liga casi íntegra (sólo se perdió cuatro partidos) como lateral derecho titular, a lo que hay que unir la consecución del título de Liga 31 años después y el debut en la selección el 14 de noviembre de 2001, cuando apenas habían pasado un par de meses de su debut en la primera división.
La temporada 2002/03 disputó menos partidos debido a una lesión en la rodilla, hecho que coincidió con una peor clasificación del Valencia CF en liga al terminar en quinta posición. La temporada 2003/04, ya totalmente recuperado, volvió a disputar una gran cantidad de partidos, ayudando en la consecución del histórico doblete (Liga y Copa de la UEFA). 
A mitad de la temporada 2004/05 sufrió otra grave lesión de rodilla que lo apartó de los terrenos de juego lo que quedaba de aquella temporada y gran parte de la 2005/06.
En la temporada 2006/07, ya totalmente recuperado de su lesión, perdió su puesto en favor del lateral portugués Miguel Brito, lo que llevó a su cesión al Real Murcia en la temporada 2007/08, unido a la mala relación con el entrenador Quique Sánchez Flores. Partía como el lateral derecho titular del Murcia, pero una nueva recaída de su lesión de rodilla le impidió jugar prácticamente con el equipo grana. Al terminar la temporada volvió al Valencia para la 2008/09 y el club decidió no renovarle por la falta de minutos jugados durante la temporada y por el no contarse ya con él.
El 26 de julio de 2009 firmó por el Club Gimnàstic de Tarragona. Al mes de debutar con el equipo catalán, se lesionó en los momentos previos a un encuentro, una lesión en el tendón de Aquiles que le apartaría por 6 meses del fútbol y que pondría punto final a su carrera como jugador, haciendo pública su retirada en enero del 2011.

### Como entrenador
Se hizo cargo de la selección valenciana sub-16, y en el verano de 2013 fue contratado por el mánager general de la cantera valencianista, su excompañero de equipo, Rufete. Entrenó al equipo Cadete A de la Academia GloVal de fútbol valencianista durante la temporada 2013/14, hasta que el 7 de abril de 2014 fue nombrado técnico del primer filial valencianista, el Valencia CF Mestalla, por la destitución del técnico Nico Estévez.
En la temporada 2016/17 logró realizar una gran campaña con el Valencia Mestalla finalizando en tercera posición de la 2.ª División B Grupo III. Esto le dio la posibilidad al equipo de afrontar los "play-off" de ascenso a Segunda División de España después de muchos años. El primer rival en esta andadura fue el R.C. Celta de Vigo "B", rival que parecía ser el favorito ya que contaba con Borja Iglesias, máximo goleador de toda la categoría. La eliminatoria la ganaron los de Curro por 2-3 en Barreiro y la vuelta por un resultado de 3-1 en Mestalla, logrando así la clasificación a las semifinales, donde se medirían ante el Real Murcia.
En la temporada 2017/18, Curro Torres asumió su primer proyecto en Segunda al coger los mandos del Lorca, recién ascendido. Fue despedido tras 19 jornadas de competición, ya en el mes de diciembre de 2017. El Lorca de Curro Torres iba vigésimo con 16 puntos y a seis de la permanencia.
En septiembre de 2018, se comprometió con el NK Istra 1961 de Croacia, club en el que dimitiría en apenas un mes en el cargo.
En noviembre de 2018, tras la destitución de José Ramón Sandoval, se convirtió en entrenador del Córdoba Club de Fútbol, de Segunda División. Sin embargo, fue cesado en febrero de 2019, tras sumar 10 puntos de 39 posibles.
En diciembre de 2019, fue presentado como nuevo técnico del Club Deportivo Lugo. Fue despedido en junio de 2020, tras 6 meses en el cargo, habiendo sumado 4 victorias, 4 empates y 7 derrotas en 15 partidos.
El 12 de diciembre de 2021, firma como entrenador de la Cultural y Deportiva Leonesa de la Primera División RFEF, tras la destitución de Ramón González Expósito. El 30 de mayo de 2022, se confirmó que no continuaría en el cargo.
El 14 de noviembre de 2022, firma como entrenador del FCI Levadia Tallinn de la Meistriliiga, máxima categoría nacional de Estonia.

## Selección nacional
Ha sido internacional con la Selección nacional de fútbol de España en 5 ocasiones. Su debut se produjo el 14 de noviembre de 2001 en un partido en el que España se impuso a México por 1-0 en Huelva.
Fue uno de los integrantes del combinado español en la fase final Mundial 2002, donde disputó un partido.

### Participaciones en Copas del Mundo
| Mundial                        | Sede(s)             | Resultado        |
| ------------------------------ | ------------------- | ---------------- |
| Copa Mundial de Fútbol de 2002 | Corea del Sur Japón | Cuartos de final |

## Clubes

### Como futbolista
| Club                       | País   | Año       |
| -------------------------- | ------ | --------- |
| U. D. A. Gramenet          | España | 1995-1997 |
| Valencia C. F. "B"         | España | 1997-1999 |
| Valencia C. F.             | España | 1998-1999 |
| R. C. Recreativo de Huelva | España | 1999-2000 |
| C. D. Tenerife             | España | 2000-2001 |
| Valencia C. F.             | España | 2001-2007 |
| Real Murcia C. F.          | España | 2007-2008 |
| Valencia C. F.             | España | 2008-2009 |
| Gimnàstic de Tarragona     | España | 2009-2011 |

### Como entrenador
| Club                         | País    | Años            |
| ---------------------------- | ------- | --------------- |
| Valencia C. F. Mestalla      | España  | 2014-2017       |
| Lorca F. C.                  | España  | 2017            |
| NK Istra 1961                | Croacia | 2018            |
| Córdoba C. F.                | España  | 2018-2019       |
| C. D. Lugo                   | España  | 2019-2020       |
| Cultural y Deportiva Leonesa | España  | 2021-2022       |
| FCI Levadia Tallinn          | Estonia | 2022-actualidad |

## Títulos

### Campeonatos nacionales
| Título       | Club           | País   | Año  |
| ------------ | -------------- | ------ | ---- |
| Copa del Rey | Valencia C. F. | España | 1999 |
| Liga         | Valencia C. F. | España | 2002 |
| Liga         | Valencia C F.  | España | 2004 |

### Copas internacionales
| Título              | Club           | País   | Año  |
| ------------------- | -------------- | ------ | ---- |
| Copa de la UEFA     | Valencia C. F. | España | 2004 |
| Supercopa de Europa | Valencia C. F. | España | 2004 |